# 4 aventures de Spirou et Fantasio
4 aventures de Spirou et Fantasio est un album de bande dessinée, le premier de la série Les aventures de Spirou et Fantasio. Il contient plusieurs aventures réalisées par Franquin à la fin des années 1940.

## Spirou et les plans du robot

### Synopsis
Spirou et Fantasio découvrent que le journal qui parle de l'affaire du savant fou Samovar (cf. Hors-série Radar le robot) cite également le robot. Craignant que cela n’excite les convoitises, Spirou et Fantasio retournent au laboratoire de Samovar et y rencontrent des bandits, effectivement à la recherche des plans du robot. Mais les deux jeunes héros les subtilisent et les détruisent, après être parvenus à échapper aux bandits. Peu de temps après, le journal annonce que le professeur Samovar recouvre doucement la mémoire. Les bandits tentent de l'enlever mais Spirou et Fantasio les en empêchent. Les malfaiteurs sont arrêtés tandis que Samovar, devenu complètement fou, est conduit à l'asile.

### Personnages
- Spirou (première apparition dans la série régulière)
- Fantasio (première apparition dans la série régulière)
- Spip (première apparition dans la série régulière)
- Le Professeur Samovar (première apparition dans la série régulière)
- Le chef des gangsters
- Colibri, bras droit du patron des gangsters (première apparition)
- Petit, un gangster
- Gustave, un pêcheur

## Spirou sur le ring(1948)
Un voyou du quartier, Poildur, provoque Spirou en duel à la boxe. Fantasio sert de manager à Spirou et finalement, devant un public constitué des enfants de la ville, Spirou triomphe de son coriace adversaire.

## Spirou fait du cheval(1949)
Fantasio invite Spirou à une balade à cheval au cours de laquelle la monture de Spirou se révèle espiègle et incontrôlable. Finalement, Spirou la ramène à l'écurie et la fait enfermer.

## Spirou chez les Pygmées(1949)

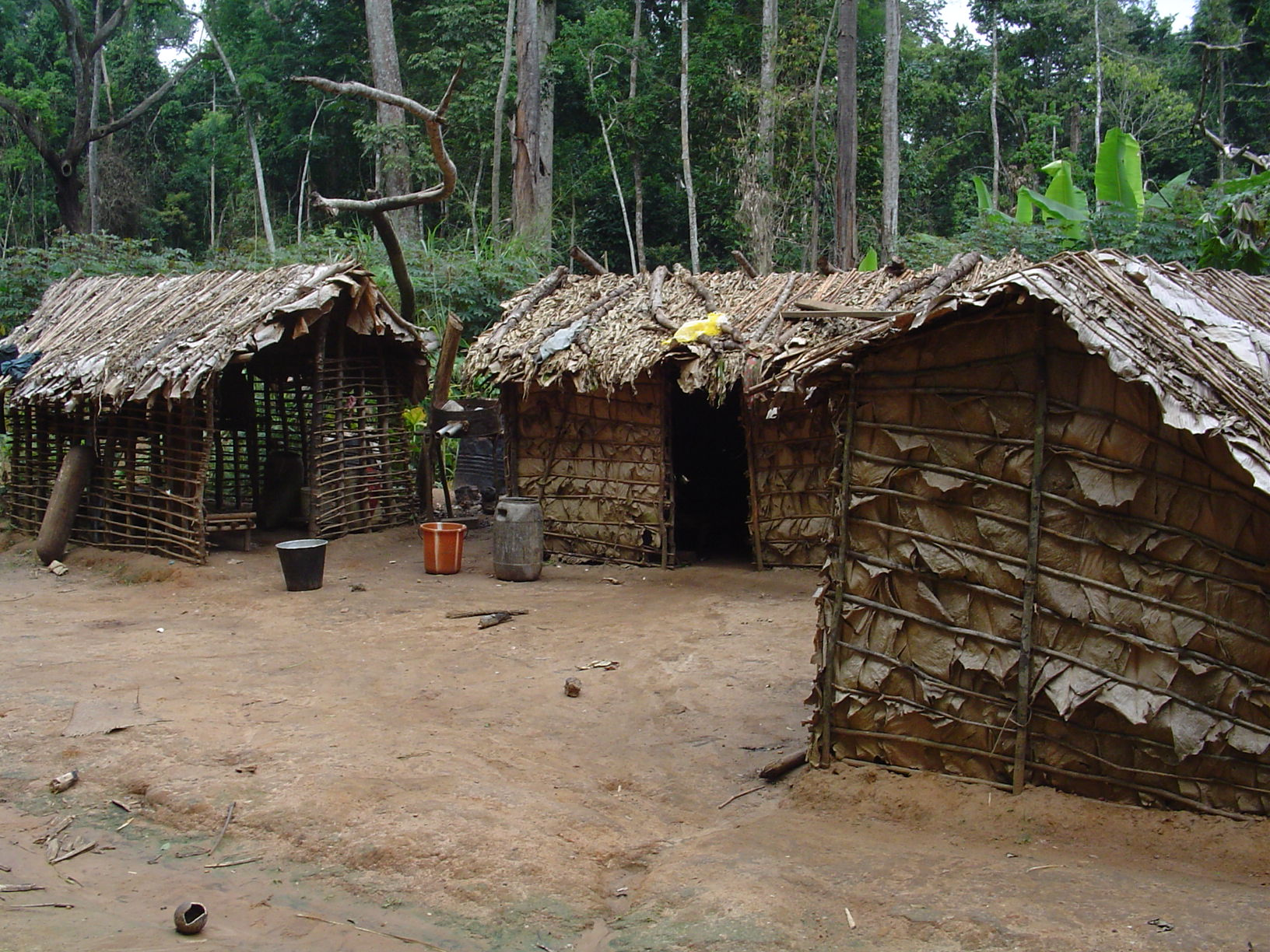
Village pygmée au Congo.

Un léopard s'installe chez Spirou. Avec l'aide de Fantasio, il retrouve son maître, qui n'est autre que l'empereur d'une petite nation insulaire, Lilipanga, dont les deux ethnies, les Lilipangus bruns de peau et les Lilipangués noirs sont en guerre ouverte. L'empereur ne contrôle que les Lilipangus, et demande à Spirou et Fantasio de venir l'aider à résoudre le conflit. Après quelques aventures, ils découvrent que les Lilipangués sont seulement des bruns qui ne se sont jamais lavés, et qu'ils sont gouvernés par un bandit qui veut mettre la main sur les richesses de l'île. Il est finalement neutralisé et tous les Lilipangués lavés.

## Personnages
- Poildur (première apparition)
- Oscar (première apparition)
- L'Empereur de Lilipanga (première apparition)
- Le P'tit Maurice de Spirou sur le ring est une caricature de Morris.

## Publications

### Revues
- Les plans du robot publié pour la première fois dans le journal de Spirou du no 522 au no 540 (du 15 avril au 19 août 1948). Il s'agit de la suite directe de l'épisode Radar le robot, paru dans le hors-série no 2. Les deux histoires étaient d'ailleurs paru dans le journal de Spirou sans césure.
- Spirou sur le ring publié pour la première fois dans le journal de Spirou du no 541 au no 566 (du 26 août 1948 au 17 février 1949).
- Spirou fait du cheval publié pour la première fois dans le journal de Spirou du no 567 au no 574 (du 24 février au 14 avril 1949).
- Spirou chez les Pygmées publié pour la première fois dans le journal de Spirou du no 589 au no 616[2] (du 28 juillet 1949 au 2 février 1950). Il comprenait lors de sa prépublication deux planches ayant pour thème Noël, du fait d'un numéro spécial Noël. Lors de sa publication en album, Franquin trouva que cette scène était en décalage avec le reste de l'histoire, et de plus l'ambiance religieuse qui s'en dégageait le mettait mal à l'aise. Il demanda donc à ce qu'elles soient retirées, mais elles ont depuis été rééditées en fac-similé de la prépublication originale dans le hors-série no 4, sous le titre Noël dans la brousse.

### Album
La première édition de 4 aventures de Spirou et Fantasio fut publiée aux Éditions Dupuis en 1950 (dépôt légal 1/1950). C'est le premier album de la série. On retrouve ces quatre aventures dans Les Débuts d'un dessinateur, le tome 1 de la série Les intégrales Dupuis - Spirou et Fantasio (Dupuis - 2006).

## Traduction
- Anglais (Inde) : The Robot Blueprints and Four Other Stories (2007), Euro Books.
- Portugais : 4 Aventuras de Spirou e Fantásio (1979), Editora Arcádia.